# Afrocriotettix brevis
Afrocriotettix brevis är en insektsart som först beskrevs av Lucien Chopard 1945.  Afrocriotettix brevis ingår i släktet Afrocriotettix och familjen torngräshoppor. Inga underarter finns listade i Catalogue of Life.